# سیارک ۸۳۷

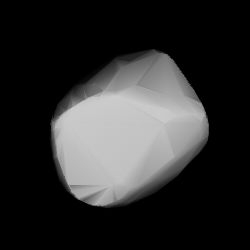
مدل سه‌بُعدی سیارک ۸۳۷ بر اساس منحنی نور آن

سیارک ۸۳۷ (به انگلیسی: 837 Schwarzschilda، نامگذاری:1916AG) هشتصد و سی و هفتمین سیارک کشف شده‌است که در ۲۳ سپتامبر ۱۹۱۶ و در هایدلبرگ کشف شد.
قدر مطلق سیارک برابر ۱۱٫۸۰ است.